# Chocolade
Chocolade (ook wel: chocola) is een lekkernij gemaakt van suiker met cacaoboter en cacaomassa, dat wordt gewonnen uit cacaobonen, de pit van de vrucht van de cacaoboom (Theobroma cacao).
Chocolade is in de hele wereld geliefd. In België en Nederland is chocolade te koop als repen en plakken (ook met hazelnoten erin), als chocoladeletter en als hol of massief chocoladefiguur. Chocolade wordt ook verwerkt in producten als pralines (bonbons), koekjes en ijsjes. Chocolade is eveneens een ingrediënt van veel soorten snoepgoed.
Chocolade is afhankelijk van de samenstelling verkrijgbaar als pure chocolade, melkchocolade, witte chocolade. Sinds 2018 is er ook ruby of roze chocolade in de handel, waarvan de roze kleur geen resultaat is van kleurstoffen. Er bestaan daarnaast kleurvarianten die wel met kleurstoffen worden gevormd. Vooral witte chocolade kan zo een andere kleur krijgen.

## Geschiedenis
De Azteken verbonden cacao met Xochiquetzal, de godin van de vruchtbaarheid. Zij dronken een cacaodrank, xocoatl, vaak op smaak gebracht met vanille, chilipeper en piment. De drank zou vermoeidheid tegengaan, een resultaat van de cafeïne die een bestanddeel van de cacao is. Een Spaanse jezuïtische missionaris, Jose de Acosta, die aan het eind van de 16e eeuw in Peru en Mexico woonde, schreef al over dat effect. De drank werd onder andere gebruikt aan het hof van keizer Montezuma.  De Azteken konden niet zelf cacao verbouwen, omdat hun thuisland in de Mexicaanse bergen daarvoor ongeschikt was. Cacao was een luxeproduct dat werd ingevoerd en onderworpen volkeren moesten cacao leveren als deel van hun belasting. 

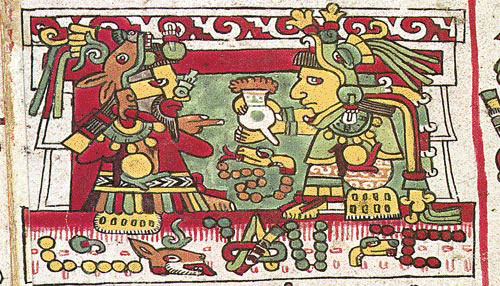
Twee chocola drinkende Mixteekse koningen uit de Codex Zouche-Nuttall

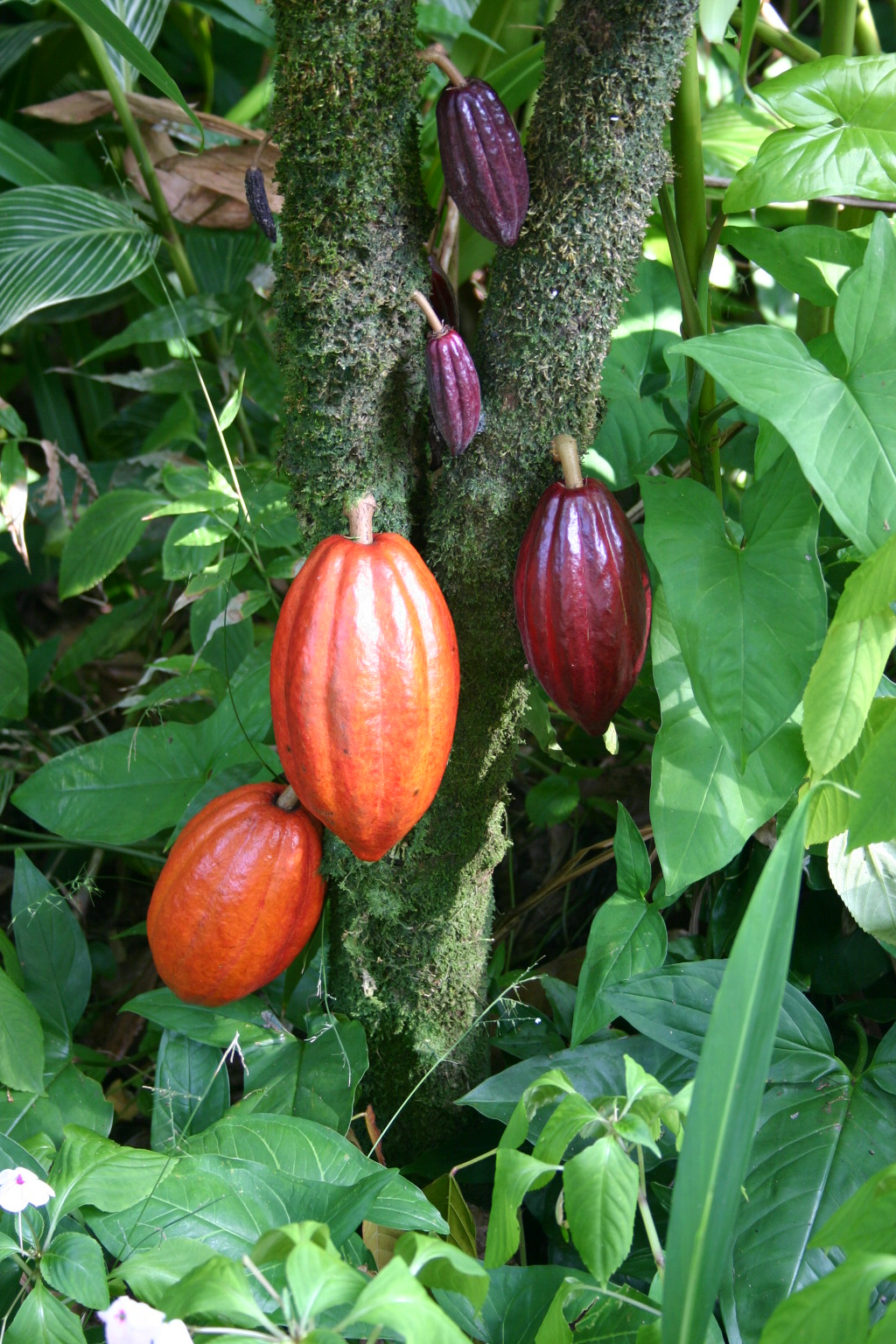
Een cacaoboom

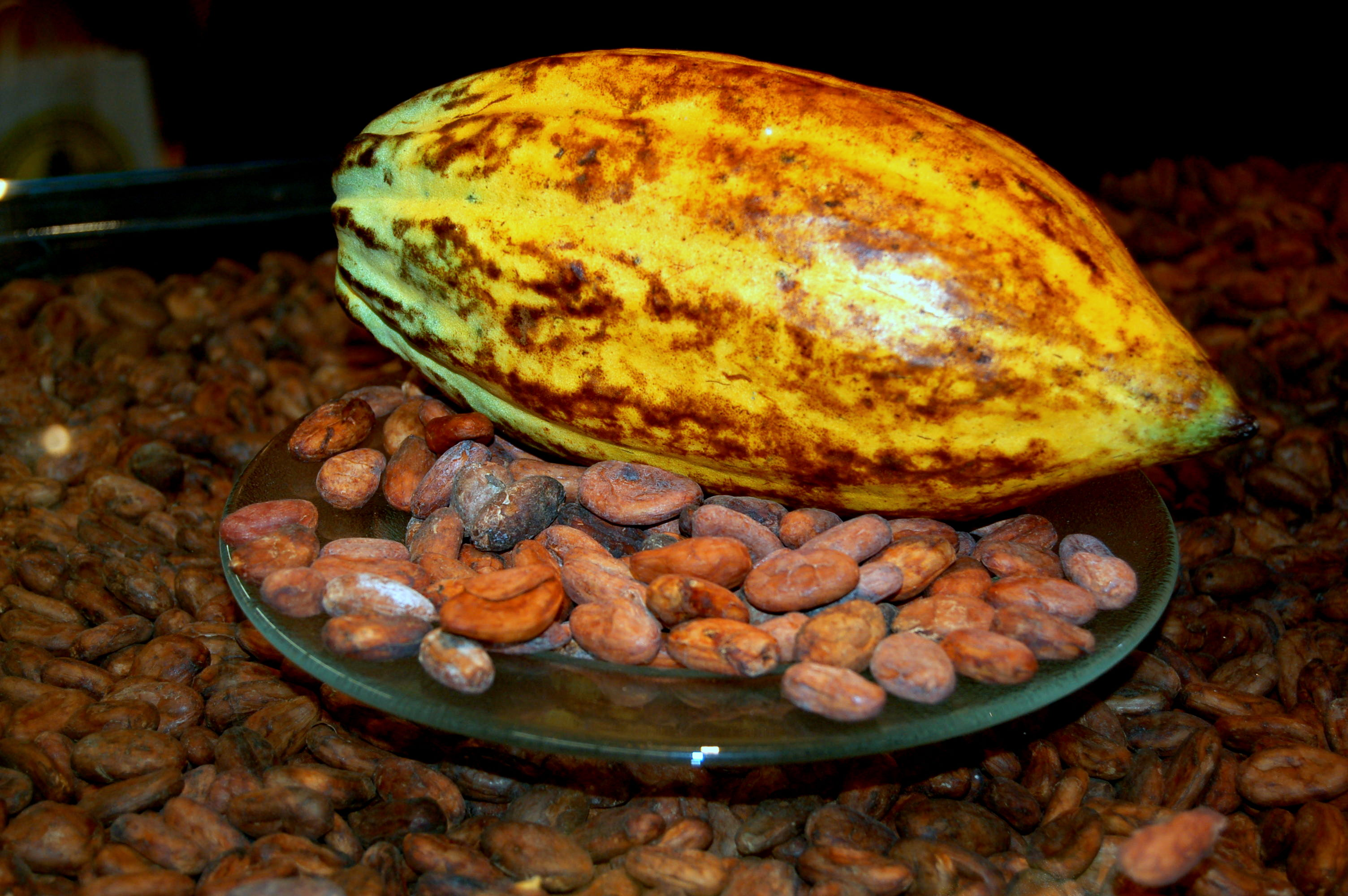
Verse cacaovrucht met cacaobonen

In de Portugese kolonies in het huidige Brazilië behoorde cacao tot de medicinale tradities van onder meer de Tupi en de Guaraní. Rond 1580 stelden Jezuïeten een lijst op van 230 inheemse geneesmiddelen uit Chili, Paraguay en Brazilië. Aan cacao kenden ze genezende effecten toe die echter meer verband hielden met chronische aandoeningen van de kolonisten dan met ziekten van de oorspronkelijke bewoners. Vanaf het midden van de 17e eeuw oogstten ze systematisch cacao in de missies langsheen de Amazone, en kort daarna werden in de zuidelijker gelegen regio Bahia de eerste plantages aangelegd. Grootschalige commerciële exploitatie vond echter pas plaats vanaf 1746, en in 1755 richtte de Portugese eerste minister Pombal de handelsmaatschappij Companhia do Grão - Pará e Maranhão op.
In 1585 werd cacao voor het eerst op commerciële schaal van Veracruz naar Sevilla vervoerd. Cacao werd toen alleen gedronken, waarbij de Europeanen er suiker aan toevoegden en de chilipeper weglieten. In 1615 werd de cacaodrank bij officiële audiënties bij de Franse koning ingevoerd, totdat het gebruik door bezuinigingen weer werd afgeschaft. Van kardinaal-aartsbisschop Richelieu, broer van kardinaal-hertog Richelieu, werd ook beweerd dat hij het drinken van chocolade in Frankrijk invoerde. In de 17e eeuw was cacao een luxeproduct dat vooral gebruikt werd door de adel.
De Spanjaarden die in Amerika woonden ontdekten dat ze lekkere chocoladetabletjes konden maken door suiker aan de cacaopasta toe te voegen. Ze konden de bereidingswijze van deze chocolade bijna een eeuw lang geheimhouden.
Aan het eind van de 17e eeuw ontstond in Zeeland een chocolade-industrie. In Middelburg kwamen uiteindelijk een tiental chocolademolens in bedrijf, en Middelburg en Vlissingen werden overslaghavens voor "Zeeuwse chocoladekoekjes".
In Engeland verrees de eerste chocoladefabriek in 1728. In 1760 kwamen er fabrieken in Duitsland en Frankrijk. Eind 18e eeuw begon de prijs van chocolade te dalen, zodat ook gewone mensen het konden betalen. In 1813 begon Blooker met de productie van cacao en chocolade in Nederland. In 1819 werd voor het eerst Zwitserse chocolade gefabriceerd.
Een gewone mengeling van gemalen cacaobonen en suiker volstaat niet om de bekende chocoladereep te maken. In 1828 slaagde Casparus van Houten sr. erin het vet uit cacaobonen te persen. Dit had een dubbel voordeel: het vet, cacaoboter genaamd, kon gebruikt worden om vaste repen te maken, terwijl de overgebleven cacao met lager vetgehalte geschikt was voor een drinkbare chocola die uiteindelijk beter in de smaak viel omdat hij minder rijk was dan het aanvankelijke, vettere mengsel. Deze techniek kreeg wereldwijd navolging.
Het proces van Van Houten was gebaseerd op een handpers. De eerste industriële productie van chocoladerepen, met behulp van stoomkracht, werd in 1847 opgestart in Bristol door de Britse Quaker Joseph Fry. De Quaker-families Fry, Cadbury en Rowntree waren twee eeuwen in de chocolade-industrie actief.
Melkchocolade in reepvorm dateert uit 1875. De Zwitser Daniel Peter uit Vevey gebruikte goedkope waterkracht voor het energie-intensieve proces om het vochtgehalte van het melk-chocolademengsel te verlagen. Chocolade met een watergehalte boven 2% bewaart niet lang genoeg en heeft een povere textuur.
In de cacao-industrie, met name die in West-Afrika, komt in de eenentwintigste eeuw nog slavenarbeid voor. Vooral kleine cacaoboeren maken hiervan gebruik om goedkoop te kunnen produceren en zo de concurrentie aan te kunnen gaan met de grotere plantages. Volgens een schatting uit 2003 werd door minstens 90% van de cacaoboeren in Ivoorkust een vorm van slavenarbeid toegepast. Dit is onderwerp van veel controverse. Een aantal chocoladefabrikanten, waaronder Tony's Chocolonely vanaf 2005, heeft zich toegelegd op het produceren van chocolade die vrij is van slavenarbeid. Rond 2020 concludeerde het bedrijf echter dat er nog steeds sprake was van in elk geval illegale kinderarbeid, ook in hun eigen productieketen.

## Productie en bereiding
Chocolade doorloopt een traject van fijnwalsen (om de deeltjes in de chocolade zo fijn mogelijk te maken), opwarmen, concheren (het urenlang omroeren van de hete chocolade) en temperen (een zeer langzame temperatuurdaling). Door deze bewerking zorgt de fabrikant of chocolatier ervoor dat het smeltpunt van chocolade iets lager ligt dan de lichaamstemperatuur, waardoor het in de mond smelt en op die manier een meer uitgesproken smaak krijgt.
- Bioscoopjournaal uit 1946 over de fabricage van chocolade
- Machinale productie van chocolade

### Productie van cacaoboter
Na een reinigingsproces worden de cacaobonen geroosterd om bepaalde onaangename smaken te verwijderen en andere tot hun recht te doen komen (maillardreactie). Traditioneel worden de bonen eerst geroosterd en daarna gepeld, omdat het roosteren de schil losmaakt; daarbij blijft echter een deel van de cacaoboter aan de schil hangen, en bovendien is dit proces energie-intensief. Moderne producenten verwijderen de schil na een korte behandeling met intensieve hitte (infrarood of verzadigde stoom) die de schil 'opblaast', zodat daarna de gepelde bonen afzonderlijk kunnen worden geroosterd. De geroosterde bonen worden vervolgens geperst. Uit de pers komt cacaoboter; de overgebleven perskoek wordt gemalen en verwerkt tot cacaopoeder.

### Mengen
Eerst worden de ingrediënten gemengd: cacaoboter, melkpoeder, melk, cacaomassa, suiker en smaakstoffen zoals vanille. De hoeveelheid van de toegevoegde stoffen hangt af van de soort chocolade die men wil bereiden. Zo wordt voor witte chocolade geen cacaomassa gebruikt en voor donkere (zwarte, pure) chocolade geen melkpoeder. Het mengen zelf gebeurt doorgaans in de melangeur, een cilinder met ruwe wanden waarin twee molenstenen ronddraaien. Het resultaat is een viskeuze chocolademassa.

### Walsen / malen (verfijnen)
In de volgende stap wordt de brij door een serie rollers of walsen geleid, waardoor de toekomstige chocolade verfijnd wordt en een betere textuur krijgt. In de praktijk gebeurt dat met een vijfwals, een machine met vijf rollen. Daardoor kunnen agglomeraten ontstaan, die later verwijderd moeten worden. Met een mes wordt de massa van de laatste rol geschraapt en getransporteerd naar een volgende fase in de productie. Andere apparaten die voor het verfijnen gebruikt worden zijn de slagmolen, een trommel met een oneffen binnenvlak waarover messen schrapen, of de kogelmolen, waar stalen kogels in een cilinder in beweging worden gebracht die de massa malen. Na dit proces varieert de grootte van de chocoladedeeltjes van 20 tot 40 µm; dat varieert per producent en per toepassing. Het vetpercentage van de massa is nu ongeveer 25%.

### Concheren

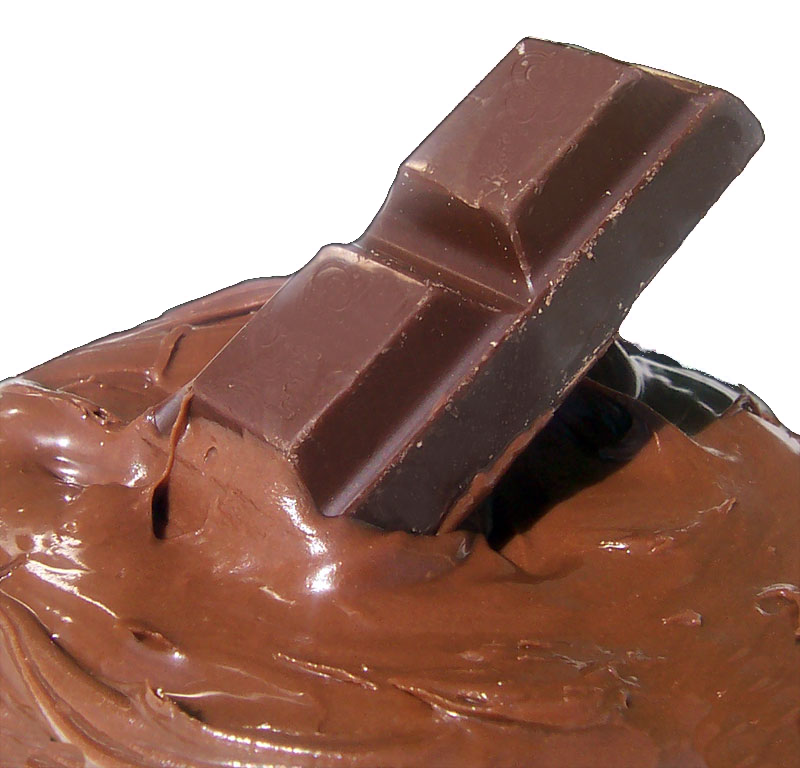
Een chocoladereep in gesmolten chocola

Na het walsen is de massa nog te droog en heeft nog niet de juiste smaak. De chocolademassa moet eerst rijpen op een temperatuur van 45 tot 50 °C gedurende 24 uur. Daarna wordt de gerijpte massa gedurende 6 tot 12 uur verwarmd op 80 °C. Een deel van de vluchtige zuren verdwijnt en de vochtigheidsgraad wordt lager. Dat is gunstig voor de houdbaarheid en de viscositeit. De vetverdeling wordt uniform: elk cacaopartikeltje wordt met een laagje vet bedekt. Dat is noodzakelijk om de chocolade met zo weinig mogelijk vet toch de gewenste vloei-eigenschappen te geven. Deze vetfase brengt ook een verhoging van de homogeniteit met zich mee omdat tevens de agglomeraten die tijdens het walsen werden gevormd, verbroken worden.
Dan wordt het restant van de cacaoboter toegevoegd, zodat de chocolademassa beter vloeibaar wordt, en lecithine waardoor de massa homogener wordt en minder viskeus.
Dit proces kon vroeger gemakkelijk 72 uur duren, maar nu is het tot 12 uur of minder gereduceerd. Het concheren bepaalt voor een groot deel de smaak van het eindresultaat: de chocolade. Daarom verzwijgen chocoladefabrikanten hun specifieke concheercondities.

### Tempereren
De laatste stap is het 'tempereren' om de massa te laten kristalliseren. De gesmolten chocoladebrij wordt in tien minuten afgekoeld van 50 °C tot 18 °C, waarna de temperatuur weer omhoog gaat tot ongeveer 30 °C. De exacte waarden kunnen naar de samenstelling variëren. Daarna heeft de chocolademassa een vaste homogene structuur met goede smelteigenschappen en een mooie glans.
Het tempereren kan een heel stuk eenvoudiger door 0,1 procent fosfolipiden toe te voegen. Door dan op te warmen tot 80 °C en snel af te koelen tot 23 °C ontstaan door de toevoeging gemakkelijk kristallen van de juiste vorm. Fosfolipiden komen van nature al voor in cacaoboter en dus is de geringe toevoeging niet van invloed op de smaak van de chocolade.

### Afwerking
De chocolade wordt op een temperatuur van 30 tot 32 °C gehouden en in verwarmde vormen gebracht, die worden geschud om de aanwezige lucht te verwijderen waarna ze een koelingsproces ondergaan om de uiteindelijke vorm te verkrijgen. Nu kan de kwaliteit van de chocolade gemeten worden, en daarna kan hij verpakt worden.
Tegenwoordig kan het proces van mengen, verfijnen, concheren en harden in één machine uitgevoerd worden, de totaalmachine.

### Regelgeving

#### Europese regelgeving
De Europese richtlijn 2000/36/EC bepaalt hoe bij consumptieproducten binnen de Europese Unie de woorden "cacao" en "chocolade" mogen worden gebruikt. De richtlijn bepaalt onder welke definities bepaalde namen mogen worden gebruikt. Daarnaast bepaalt de richtlijn ook dat er behalve cacaoboter tot hoogstens 5% andere plantaardige vetten mag worden toegevoegd aan chocolade en de voorwaarden daarover. Het gaat dan over vetten zoals palmolie, shorea robusta, karité, en mangopit. Kokosvet mag gebruikt worden in chocolade bestemd voor ijsbereiding. Er moet dan op de verpakking vermeld staan: "bevat naast cacaoboter ook andere plantaardige vetten."

#### Nederlandse regelgeving
Volgens de Nederlandse Warenwet zijn de naamgevingen cacao en chocolade gebonden aan het Besluit van 2 november 2001, houdende het Warenwetbesluit Cacao en chocolade, zoals gepubliceerd in het Staatsblad Nr. 542 van 15 november 2001. Hierin staan onder meer in vervat de begrippen: melkchocolade, pure chocolade en witte chocolade.
In 2024 geldt dat de aanduiding chocolade volgens de Warenwet uitsluitend gebruikt mag worden als de chocolade ten minste 35% droge cacaobestanddelen bevat, inclusief ten minste 18% cacaoboter en ten minste 14% vetvrije droge cacaobestanddelen. De aanduiding melkchocolade wil zeggen dat het product ten minste 25% droge cacaobestanddelen bevat. Daarnaast bevat chocolade veel suiker - soms tot 50% in geval van melkchocolade - en vaak ook een emulgator, zoals lecithine uit bijvoorbeeld soja.

## Consumptie van chocolade
De chocolade-industrie groeit geleidelijk en de consumptiecijfers voor 5 van de 7 continenten bedragen in 2014 $ 50 miljard per jaar. In Europa wonen veruit de meeste consumenten van chocolade en andere cacaoproducten met 45 % van de wereldomzet. Het land waar in 2017 de meeste chocolade werd gegeten was Zwitserland met 8,8 kg per persoon per jaar. Daarna volgden Oostenrijk met 9,5 en Duitsland met 8,7 kg. In hetzelfde jaar lag in België de jaarlijkse consumptie van chocolade op 5,6 kg, In Nederland op 5,1 kg.

### Toepassingen
Chocolade wordt als lekkernij en tussendoortje gegeten, maar kent ook vele toepassingen in gebak, desserts en koekjes. Het kan in gesmolten vorm gebruikt worden in chocolademelk of in andere dranken, of in chocoladefondue. Het wordt ook gebruikt in de keuken, bijvoorbeeld in stoofschotels met rundvlees. 

### Lijst van toepassingen
- arretjescake, een koude cake met cacao, meelkoekjes, suiker, eieren en roomboter als ingrediënten
- brownie, een chocoladegebakje
- chocoladekruidnoten kruidnoten met een laagje chocolade er omheen, in de smaken wit, melk en puur.
- chocoladebolletjes in Bolino-vla, bijvoorbeeld in de smaak banaan
- chocoladefiguren, chocoladeproducten in een speciale vorm, zoals een Sinterklaas, een Zwarte Piet of een paashaas. Deze chocoladefiguren zijn vooral te verkrijgen rond feestdagen en andere evenementen.
- chocoladefontein, een machine waarin gesmolten chocolade circuleert
- chocoladeletters, die met het sinterklaasfeest worden gegeven. Vaak geeft men de voorletter van de persoon, of de S van Sint.
- chocolademousse
- chocolademunten en chocoladesigaretten
- chocolademuizen en chocoladekikkers. Dit is eigenlijk gewoon een soort suikergoed met een laagje chocola eromheen. Het zit verpakt in een aluminiumfolie, en wordt ook verkocht rond Sinterklaas.
- chocoladepasta, dit is ook een bekend product dat over het algemeen alleen maar chocolade bevat. Chocoladepasta wordt op de boterham gesmeerd. Er zijn verschillende soorten pastas: duo, puur, melkchocolade of biologische pasta.
- chocoladepudding
- chocoladesaus, dat vaak op verschillende desserts, zoals roomijs en pannenkoeken kan worden gebruikt
- chocoladetaart en chocoladecake, taart waarin chocolade in het gebak is verwerkt, of die is gemaakt met chocolademousse.
- chocoladetruffels
- couverture, in een samenstelling voor het bedekken van koekjes.
- hagelslag en vlokken als broodbeleg. Hagelslag bevat minder cacaoboter en is daarom vrij goedkoop. Het smelt hierdoor ook minder goed in de mond.
- koetjesreep, al is deze officieel niet van chocolade, maar gaat het om een cacaofantasie.
- chocozoenen, bestaande uit licht gezoet eiwitschuim op een wafel, afgedekt met chocolade.
- paaseitjes, deze eet men rond de paastijd.
- rumbonen
- SinasSnippers. Dit zoetwaren van gekonfijte sinaasappel voorzien  van een laagje pure chocolade.

In november 2002 ontstond er ophef over de chocoladesigaretten die volgens het Europees Parlement zouden aanzetten tot tabaksverslaving op latere leeftijd en daarom zouden moeten worden verboden. De toenmalige Nederlandse minister van Buitenlandse Zaken Ben Bot gaf onder andere dit als voorbeeld van wat hij overdreven regelzucht van de Europese Unie noemde en wat hij graag teruggedraaid zou zien.

## Invloed op mensen

### Smaak en effecten
Velen vinden chocolade lekker smaken. De prettige ervaring bij het eten van chocolade komt doordat het smeltpunt van de cacaoboter (een belangrijk bestanddeel van chocolade) iets lager ligt dan de lichaamstemperatuur, waardoor het in de mond smelt.
Chocolade is een voedingsmiddel dat beperkte hoeveelheden theobromine, cafeïne en tryptofaan bevat, stoffen die een effect op de hersenen kunnen hebben. Onderzoek naar de populariteit van melkchocolade, pure chocolade, witte chocolade en cacaopoeder wees eerder uit dat melkchocolade het populairste type chocola is. Op basis van de vermeende verslavende werking van cacao zou er echter verwacht moeten worden dat pure chocola het populairst is, omdat zich daarin een hogere concentratie cacao bevindt. Het hoogst bereikbare percentage cacao in een plak of reep chocolade is 99%. 

Een overzichtsartikel over de invloed van de effecten van chocolade is in mei 2000 gepubliceerd door onderzoekers van de universiteit van Bristol in het wetenschappelijke tijdschrift Pharmacology, Biochemistry and Behaviour.

### Invloed op de hersenen
Chocolade is een product dat diverse stoffen bevat die een bewezen effect op de hersenen hebben zoals de neurotransmitters β-fenylethylamine, dopamine, serotonine en endorfine, de stoffen cafeïne, theobromine en anandamide, een stof die verwant is aan THC (de werkzame component van cannabis). Vanwege de aanwezigheid van deze stoffen is het populaire misverstand ontstaan dat chocolade een stimulerend effect op de hersenen zou hebben en bovendien verslavend zou zijn. Dit is echter niet het geval, omdat de genoemde stoffen in een dusdanig kleine concentratie voorkomen in chocolade, dat een gemiddeld mens vele tientallen kilo's pure chocolade zou moeten eten om ook maar het geringste effect te ervaren.

### Gezondheid
De Zutphen Ouderen Studie heeft vanaf 1960 onderzoek gedaan naar de effecten van chocolade op de gezondheid. In 1985 heeft zij haar onderzoek verder uitgebreid. Hieruit zijn twee aparte analyses tevoorschijn gekomen die op 27 februari 2006 zijn gepubliceerd in het Amerikaanse medisch-wetenschappelijke tijdschrift Archives of Internal Medicine.
Het was reeds bekend geworden dat chocolade gunstig uitwerkt op de bloeddruk en de bloedvaten dankzij de antioxidanten (flavonoïden) in cacao. Men ging daarom na of er ook een gunstige uitwerking zou zijn ten aanzien van het overlijden aan hart- en vaatziekten, en dat blijkt inderdaad het geval te zijn. Hiervoor is nodig dat men per dag 4 gram cacao binnenkrijgt. Dit kan worden verkregen door dagelijks 11 gram pure of 16 gram melkchocolade te nuttigen. Daar staat tegenover dat chocolade veel verzadigd vet bevat, dat ongezond is. Hoe hoger het cacaogehalte hoe gunstiger de verhouding tussen het gunstige en ongunstige effect van chocolade (bij de genoemde kleine hoeveelheid per dag).
Ook zit er in chocolade een kleine hoeveelheid aan giftige stoffen. Het menselijk lichaam is echter voldoende in staat deze giftige stoffen zonder nadelige gevolgen te verwerken.
Verder kan het eten van melkchocolade gebitbedervend zijn wanneer men onvoldoende de tanden poetst. De chocolade kan zelf niet gaatjes veroorzaken, maar wel verergeren, net zoals bij andere voedingsmiddelen.
Er is ook suikervrije chocolade op de markt. In plaats van suiker wordt dan een andere zoetstof gebruikt.

### Het bloeddrukverlagend effect
Bij de consumptie van cacao wordt een bloeddrukverlagend effect waargenomen. Chocolade die cacao bevat kan in geringe mate de bloeddruk verlagen.
Volgens een Amerikaans onderzoek dat werd uitgevoerd 1996 tot 2000 onder 2291 zwangere vrouwen, leidt consumptie van pure chocolade tot een vermindering van het risico op pre-eclampsie. Het aantal vrouwen met relevante symptomen was er omgekeerd evenredig afhankelijk van het niveau van theobromine in het serum.

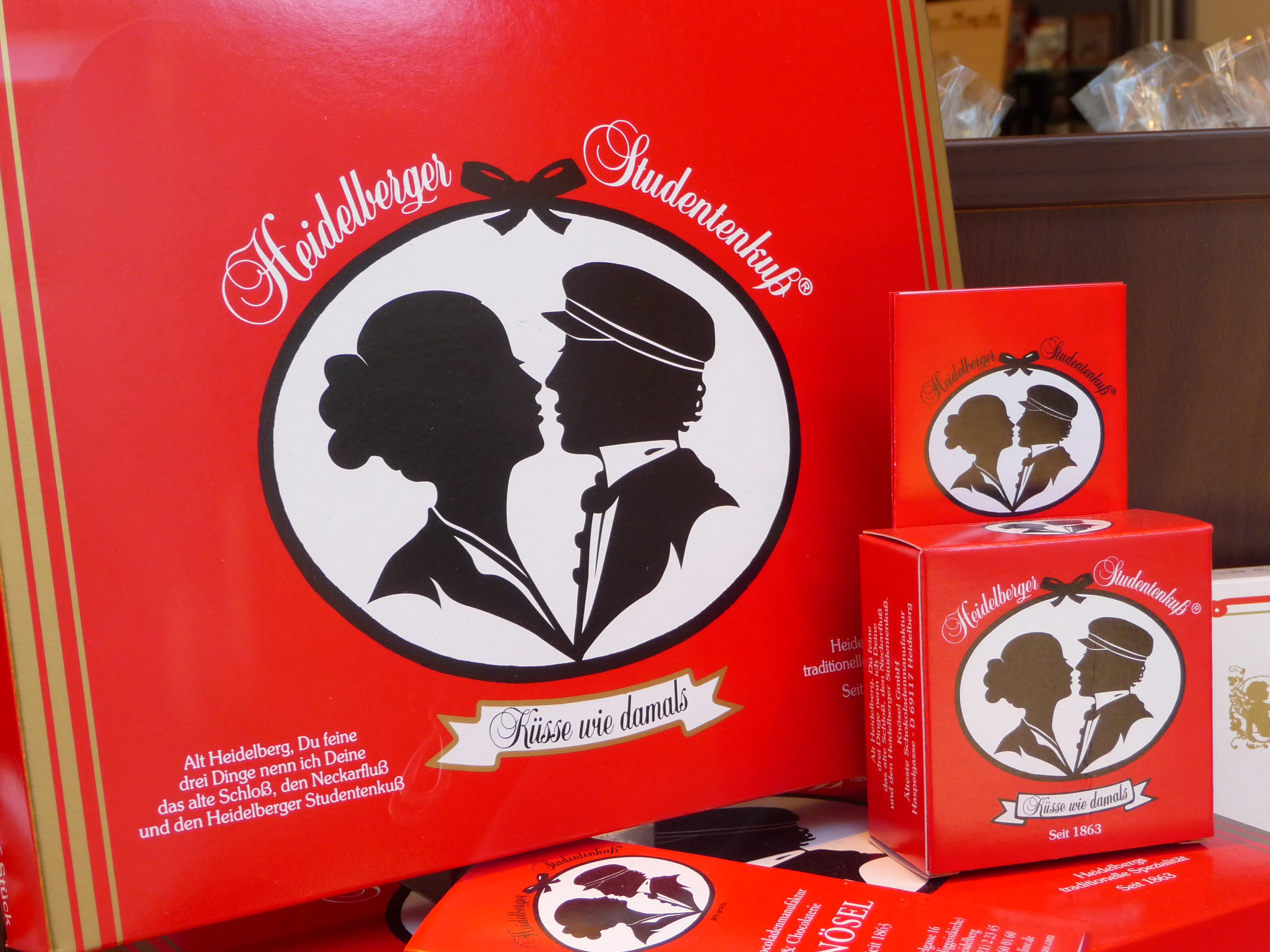
Chocolade als teken van liefde

### Als afrodisiacum
Chocolade heeft de reputatie een afrodisiacum te zijn. De Azteken geloofden destijds al in de kracht hiervan. Het waren de Spanjaarden die dit geloof meenamen naar Europa.
Er bestaat vermoeden dat de stof fenylethylamine in de chocolade hieraan ten grondslag ligt, daar deze ook door de mens wordt aangemaakt wanneer emotioneel genot wordt ervaren. Mogelijk kan ook de aanwezige cafeïne als stimulatiemiddel hieraan bijdragen.
Het weggeven van chocoladeproducten wordt vaak als geschenk van liefde gezien. Wellicht vanwege smaakassociaties en uiterlijke onweerstaanbaarheid die pralines en andere chocoladegerechten hebben op veel mensen.

## Invloed op dieren
Chocolade kan voor honden en paarden dodelijk zijn, omdat hun metabolisme theobromine niet kan omzetten. Als honden chocolade eten, blijft de theobromine 20 uur in het bloed circuleren. Het kan epileptische aanvallen, hartinfarcten, interne bloedingen, en ten slotte de dood veroorzaken. Milde verschijnselen zijn: rillen, krampen, verhoogde hartslag, braken en diarree. Als een hond chocolade eet, breng hem dan naar de dierenarts, die de hond kan laten braken. Het geven van zout om de hond te laten braken is geen goede oplossing omdat de hond kan overlijden ten gevolge van een zoutvergiftiging. Een hond van 10 kilo kan van 12,5 gram pure chocolade al verschijnselen krijgen. Van melkchocolade moet een hond 10 keer zoveel eten om de gevolgen te ervaren.

## Chocoladeproducten en -producenten naar land

### België
België is wereldwijd bekend om zijn chocolade en dan in het bijzonder om zijn pralines, in Nederland bonbons genoemd. Voor veel toeristen hoort pralines kopen bij een bezoek aan België. De praline werd in 1912 in België door de bakkers van Neuhaus uitgevonden, en nergens ter wereld vindt men zo'n verscheidenheid aan deze chocoladesnoepjes. Neuhaus is nog altijd maker van pralines en ander snoep van chocolade. Andere bekende Belgische pralines zijn bijvoorbeeld die van Leonidas, Daskalidès, Sweertvaegher of Godiva.
Overige Belgische chocoladeproducenten zijn Belcolade, Côte d'Or, Galler, Chocolade Jacques en Chocoladewerken Gudrun, en Bouchard. Verdwenen chocoladeproducenten zijn Aiglon, De Beukelaer, Martougin, Meurisse, Vanova en Victoria. In België staat tevens de grootste chocoladefabriek ter wereld, meer bepaald de fabriek van Barry Callebaut te Wieze. Onderdeel daarvan is een internationaal netwerk van Chocolate academy's.
Naast de hagelslag kent men in Nederland en België ook de chocoladetablet. Dit is een dunne plak chocolade die als broodbeleg dient.

### Nederland
Chocolade werd in Nederland bekend toen de hertog van Alva cacao uit Spanje meenam. Vervolgens ontstonden in Nederland koffie- en chocoladehuizen. De chocoladedrank die men er schonk werd seculatie genoemd. In 1660 hingen in Amsterdam uithangborden met de tekst "Hier schenckt men seculatie".
Nederlandse producenten van chocolade zijn bijvoorbeeld Baronie - De Heer, A. Driessen, Droste, Verkade, Rademaker, Union Edel Chocolade, Van Houten, Venz en Tony's Chocolonely. Een niet meer bestaand Nederlands merk is Tjoklat, het Maleise woord voor chocolade. Union Edel Chocolade is opgegaan in Portion Pack Europe, dat alle activiteiten heeft ondergebracht in het Belgische Herentals. Enkele andere bekende Nederlandse cacaomerken waren Bensdorp, later overgenomen door het Belgische Barry Callebaut, Betke, Kwatta, Korff, Blooker, de Jong, Pette en Ringers.
Aan het begin van de 20e eeuw was de cacaodrank Fosco zeer populair.
In Nederland zijn ook de Belgische pralines bekend en geliefd, alsmede de Belgische chocolade van merken zoals Côte d'Or.

### Zwitserland
Ook de Zwitserse chocolade geniet internationale erkenning. Belangrijke Zwitserse producenten en -merken zijn Lindt, Nestlé, Milka en Toblerone.

### Rest van de wereld
Bekende producenten van chocolade in de rest van de wereld zijn:
- Italië: Ferrero, Baratti e Milano
- Verenigd Koninkrijk: Cadbury, Thorntons
- Verenigde Staten: Hershey's, Ghirardelli, Kraft Foods, Mars Incorporated

## Chocolade in de cultuur

### In boeken, film en muziek
- Chocolat is een roman uit 1999 van Joanne Harris over een jonge weduwe die in een katholiek Frans dorpje een chocoladewinkel begint, waarmee ze vreugde brengt in ieders leven. Het boek werd in 2000 verfilmd onder dezelfde naam met Juliette Binoche en Johnny Depp in de hoofdrollen.
- Sjakie en de chocoladefabriek ('Charlie and the Chocolate Factory') is een kinderboek van Roald Dahl. Het werd in 1971 verfilmd als Willy Wonka & the Chocolate Factory, onder regie van Mell Stuart, met in de hoofdrollen Gene Wilder en Peter Ostrum.
- Ook regisseur Tim Burton verfilmde het verhaal van Roald Dahl. De film genaamd Charlie and the Chocolate Factory ging op 15 juli 2005 in première met Johnny Depp als Willy Wonka.
- Hot Chocolate is de naam van een Britse discoband die in de jaren zestig en zeventig furore maakte.
- In de Harry Potter-boeken komt chocolade meerdere keren voor als medicijn tegen de effecten die Dementors hebben op de mensen om hen heen.
- In de animatieserie South Park maakt de schoolkok Chef chocoladeballen, Chef's Chocolate Salty Balls.
- Como agua para chocolate is een film naar het gelijknamige boek van Laura Esquivel. Hoofdfiguur Tita is verliefd op Pedro. Ze kan echter niet met hem trouwen, omdat haar moeder vindt dat de jongste dochter tradiegetrouw voor de moeder moet zorgen. Zij kan haar liefde aan hem alleen verklaren door haar kookkunst: als men van haar gerechten eet ondergaat men haar gevoelens.

### In de taal
Bekend is de zegswijze daar kan ik geen chocola van maken. Dit betekent zoveel als 'dit is zo onsamenhangend, onbegrijpelijk of raar dat ik er niets mee kan doen'.

### Festivals
- In de Italiaanse stad Perugia (Umbrië) wordt sinds 1993 jaarlijks het chocoladefestival Eurochocolate gehouden.
- Sinds 2002 vindt er in Zutphen ieder jaar op de derde zondag van september een chocoladefestival plaats in de binnenstad. Ook in Hattem is tweejaarlijks een chocoladefestival.
- In Brugge vindt sinds 2006 het chocoladefestival Choco-Laté plaats.
- Sinds 2015 wordt in Schiedam tijdens de Brandersfeesten jaarlijks een meerdaags chocoladefestival gehouden.[24]
- Sinds 2009 wordt jaarlijks op 7 juli Wereld Chocolade Dag (World Chocolate Day) gevierd. 13 september is Internationale Dag van de Chocolade.[25]

### Musea
- Antwerpen - Chocolate Nation
- Barcelona - Xocolat museum
- Biarritz - Musée du Chocolat, onderdeel van de plaatselijke chocoladefabriek Henriet. Bijzonder zijn de chocoladesculpturen van chocolademaker Serge Couzigou.
- Brugge - In Brugge bevindt zich het chocolademuseum Choco-Story, gevestigd in een oude wijntaverne uit circa 1480.
- Brussel - In Brussel is het Museum van Cacao en Chocolade gevestigd.
- Érezée - Te Briscol in Érezée bevindt zich het chocolademuseum van Chocolaterie Defroidmont.
- Eupen - Te Eupen bevindt zich "Chocoladeland", opgericht in 1994 door de plaatselijke chocoladefabriek Jacques. Het is een tentoonstelling over cacao, en chocolade met demonstraties van de werkwijze, en promotie voor de producten van de fabriek.
- Keulen - In Keulen is in 1993 een chocolademuseum geopend. Het trekt circa 500.000 bezoekers per jaar.
- Lugano - In Lugano is het chocolademuseum gevestigd van de Zwitserse chocoladefabriek Alprose.
- Wenen - In Wenen is het Erstes Wiener Schokolade-Museum gevestigd, opgericht door de firma Heindl.
- Halle/Saale - In Halle, bij Leipzig, in de vroegere DDR, is een leerrijk museum gevestigd in de fabriek van Halloren. Vooral het contrast tussen de chocoladeproducten uit het Westen en het toenmalige Oost-Duitsland worden duidelijk voorgesteld.